# Karl Ouimette
Karl Ouimette (Terrebonne, 18 giugno 1992) è un ex calciatore canadese, di ruolo difensore e direttore dello sviluppo dei calciatori locali dell'Atlético Ottawa.

## Carriera

### Club

#### Montréal Impact
Il 5 luglio 2012 firma un contratto da professionista con gli Impact, divenendo il primo calciatore delle giovanili ad arrivare fino alla prima squadra.
Il 19 ottobre 2013 segna la prima rete in MLS, rete risultata decisiva sia per la vittoria finale che per la conquista della fase play-off, prima volta nella storia del club a raggiungere la fase finale.

#### New York Red Bulls
Il 4 marzo 2015 passa ai New York Red Bulls ed inizialmente viene girato in prestito alla seconda squadra. 
Il 2 maggio 2015 esordisce in prima squadra durante il match contro gli New England Revolution.
Alla fine della stagione 2016 rimane svincolato.
Il 24 gennaio 2016 arriva in prestito fino a fine stagione al Jacksonville Armada, con cui gioca complessivamente sette partite.

#### San Francisco Deltas, Indy Eleven e Detroit City
Nel gennaio 2017 passa ai San Francisco Deltas con i quali gioca 26 partite e conquista il titolo NASL dopo aver battuto in finale i New York Cosmos. Tre giorni dopo la finale, la società cessa l'attività sportiva ed il giocatore rimane svincolato.
Il 2 febbraio 2018 firma per l'Indy Eleven. Rimasto con il club per cinque stagioni, vi ha giocato per un totale di 107 partite realizzando otto reti.
A stagione in corso, ha lasciato l'Indy Eleven per accasarsi al Detroit City in prestito fino al termine della stagione 2022, giocando 15 partite di campionato.

#### Atletico Ottawa
Il 31 gennaio 2023 viene reso ufficiale l'ingaggio di Ouimette da parte dell'Atlético Ottawa, con cui ha disputato l'ultima stagione da professionista e nel cui corso ha giocato 26 partite del campionato canadese e due nella coppa nazionale.

### Nazionale
L'8 novembre 2013 riceve la prima convocazione per la nazionale canadese per le amichevoli con la Repubblica Ceca e la Slovenia.
Ha debuttato con la nazionale canadese il 19 novembre 2013 nell'amichevole Slovenia-Canada (1-0).
Il 9 settembre 2014 gioca l'amichevole contro la nazionale giamaicana, match dedicato alla sorella Julia, scomparsa dopo una lunga battaglia contro il cancro.

## Dopo il ritiro
Il 18 marzo 2024, a seguito dell'annuncio di ritiro dal calcio, Ouimette viene assunto dall'Atlético Ottawa come direttore dello sviluppo dei calciatori locali.

## Statistiche

### Presenze e reti nei club
Statistiche aggiornate al 7 ottobre 2023.
| Stagione                     | Squadra                      | Campionato                   | Campionato | Campionato | Coppe nazionali | Coppe nazionali | Coppe nazionali | Coppe continentali | Coppe continentali | Coppe continentali | Altre coppe | Altre coppe | Altre coppe | Totale | Totale |
| Stagione                     | Squadra                      | Comp                         | Pres       | Reti       | Comp            | Pres            | Reti            | Comp               | Pres               | Reti               | Comp        | Pres        | Reti        | Pres   | Reti   |
| ---------------------------- | ---------------------------- | ---------------------------- | ---------- | ---------- | --------------- | --------------- | --------------- | ------------------ | ------------------ | ------------------ | ----------- | ----------- | ----------- | ------ | ------ |
| 2011                         | Montreal Impact              | NASL                         | 0          | 0          |                 | -               | -               |                    | -                  | -                  |             | -           | -           | -      | -      |
| 2012                         | Montreal Impact              | MLS                          | 2          | 0          |                 | -               | -               |                    | -                  | -                  |             | -           | -           | 2      | 0      |
| 2013                         | Montreal Impact              | MLS                          | 7          | 1          | CC              | 1               | 0               | CCL                | 1                  | 0                  |             | -           | -           | 9      | 1      |
| 2014                         | Montreal Impact              | MLS                          | 11         | 0          | CC              | 4               | 0               | CCL                | 2                  | 0                  |             | -           | -           | 17     | 0      |
| Totale Impact de Montréal    | Totale Impact de Montréal    | Totale Impact de Montréal    | 20         | 0          |                 | 5               | 0               |                    | 3                  | 0                  |             | -           | -           | 28     | 0      |
| 2015                         | New York Red Bulls II        | USL                          | 6          | 2          | USOC            | -               | -               |                    | -                  | -                  |             | -           | -           | 6      | 2      |
| 2015                         | New York Red Bulls           | MLS                          | 11         | 0          | USOC            | 0               | 0               |                    | -                  | -                  |             | -           | -           | 11     | 0      |
| 2016                         | New York Red Bulls           | MLS                          | 7          | 0          | USOC            | 0               | 0               |                    | -                  | -                  |             | -           | -           | 7      | 0      |
| Totale New York Red Bulls    | Totale New York Red Bulls    | Totale New York Red Bulls    | 18         | 0          |                 | -               | -               |                    | -                  | -                  |             | -           | -           | 18     | 0      |
| 2016                         | New York Red Bulls II        | USL                          | 1          | 0          |                 | -               | -               |                    | -                  | -                  |             | -           | -           | 1      | 0      |
| Totale New York Red Bulls II | Totale New York Red Bulls II | Totale New York Red Bulls II | 7          | 2          |                 | -               | -               |                    | -                  | -                  |             | -           | -           | 7      | 2      |
| 2016                         | Jacksonville Armada          | NASL                         | 7          | 0          |                 | -               | -               |                    | -                  | -                  |             | -           | -           | 7      | 0      |
| 2017                         | San Francisco Deltas         | NASL                         | 25         | 0          | USOC            | 1               | 0               |                    | -                  | -                  |             | -           | -           | 26     | 0      |
| 2018                         | Indy Eleven                  | USL                          | 31+1       | 3          | USOC            | 1               | 0               |                    | -                  | -                  |             | -           | -           | 33     | 3      |
| 2019                         | Indy Eleven                  | USLC                         | 30         | 3          | USOC            | 2               | 0               |                    | -                  | -                  |             | -           | -           | 32     | 3      |
| 2020                         | Indy Eleven                  | USLC                         | 15         | 0          |                 | -               | -               |                    | -                  | -                  |             | -           | -           | 15     | 0      |
| 2021                         | Indy Eleven                  | USLC                         | 25         | 2          |                 | -               | -               |                    | -                  | -                  |             | -           | -           | 25     | 2      |
| mar. 2022                    | Indy Eleven                  | USLC                         | 2          | 0          | USOC            | 1               | 0               |                    | -                  | -                  |             | -           | -           | 3      | 0      |
| Totale Indy Eleven           | Totale Indy Eleven           | Totale Indy Eleven           | 104        | 8          |                 | 4               | 0               |                    | -                  | -                  |             | -           | -           | 108    | 8      |
| mar.-ott. 2022               | Detroit City                 | USLC                         | 15         | 0          |                 | -               | -               |                    | -                  | -                  |             | -           | -           | 15     | 0      |
| 2023                         | Atlético Ottawa              | CPL                          | 26         | 0          | CC              | 2               | 0               |                    | -                  | -                  |             | -           | -           | 28     | 0      |
| Totale carriera              | Totale carriera              | Totale carriera              | 222        | 11         |                 | 12              | 0               |                    | 3                  | 0                  |             | -           | -           | 237    | 11     |

### Cronologia presenze e reti in nazionale
| Cronologia completa delle presenze e delle reti in nazionale ― Canada | Cronologia completa delle presenze e delle reti in nazionale ― Canada | Cronologia completa delle presenze e delle reti in nazionale ― Canada | Cronologia completa delle presenze e delle reti in nazionale ― Canada | Cronologia completa delle presenze e delle reti in nazionale ― Canada | Cronologia completa delle presenze e delle reti in nazionale ― Canada | Cronologia completa delle presenze e delle reti in nazionale ― Canada | Cronologia completa delle presenze e delle reti in nazionale ― Canada |
| Data                                                                  | Città                                                                 | In casa                                                               | Risultato                                                             | Ospiti                                                                | Competizione                                                          | Reti                                                                  | Note                                                                  |
| --------------------------------------------------------------------- | --------------------------------------------------------------------- | --------------------------------------------------------------------- | --------------------------------------------------------------------- | --------------------------------------------------------------------- | --------------------------------------------------------------------- | --------------------------------------------------------------------- | --------------------------------------------------------------------- |
| 19-11-2013                                                            | Celje                                                                 | Slovenia                                                              | 1 – 0                                                                 | Canada                                                                | Amichevole                                                            | -                                                                     | 86’                                                                   |
| 10-9-2014                                                             | Toronto                                                               | Canada                                                                | 3 – 1                                                                 | Giamaica                                                              | Amichevole                                                            | -                                                                     | 88’                                                                   |
| 15-10-2014                                                            | New York                                                              | Canada                                                                | 0 – 1                                                                 | Colombia                                                              | Amichevole                                                            | -                                                                     | 77’                                                                   |
| 19-11-2014                                                            | Panama                                                                | Panama                                                                | 0 – 0                                                                 | Canada                                                                | Amichevole                                                            | -                                                                     |                                                                       |
| 16-1-2015                                                             | Orlando                                                               | Canada                                                                | 1 – 2                                                                 | Islanda                                                               | Amichevole                                                            | -                                                                     |                                                                       |
| 19-1-2015                                                             | Orlando                                                               | Islanda                                                               | 1 – 1                                                                 | Canada                                                                | Amichevole                                                            | -                                                                     |                                                                       |
| 27-3-2015                                                             | Miami                                                                 | Canada                                                                | 1 – 0                                                                 | Guatemala                                                             | Amichevole                                                            | -                                                                     | 90’                                                                   |
| 31-3-2015                                                             | Bayamón                                                               | Porto Rico                                                            | 0 – 3                                                                 | Canada                                                                | Amichevole                                                            | -                                                                     | 30’                                                                   |
| 12-6-2015                                                             | Belfast                                                               | Rep. Dominicana                                                       | 0 – 2                                                                 | Canada                                                                | Qual. Mondiali 2018                                                   | -                                                                     |                                                                       |
| 15-7-2015                                                             | Toronto                                                               | Canada                                                                | 0 – 0                                                                 | Costa Rica                                                            | Gold Cup 2015 - 1º turno                                              | -                                                                     |                                                                       |
| 9-9-2015                                                              | Belmopan                                                              | Belgio                                                                | 1 – 1                                                                 | Canada                                                                | Qual. Mondiali 2018                                                   | -                                                                     | 74’                                                                   |
| 13-10-2015                                                            | Edmonton                                                              | Canada                                                                | 1 – 1                                                                 | Ghana                                                                 | Amichevole                                                            | -                                                                     | 45’                                                                   |
| 14-11-2015                                                            | Vancouver                                                             | Canada                                                                | 1 – 0                                                                 | Honduras                                                              | Qual. Mondiali 2018                                                   | -                                                                     |                                                                       |
| 18-11-2015                                                            | San Salvador                                                          | El Salvador                                                           | 0 – 0                                                                 | Canada                                                                | Qual. Mondiali 2018                                                   | -                                                                     |                                                                       |
| 3-6-2016                                                              | Rohrbach an der Lafnitz                                               | Azerbaigian                                                           | 1 – 1                                                                 | Canada                                                                | Amichevole                                                            | -                                                                     | 44’                                                                   |
| 7-6-2016                                                              | Waltersdorf                                                           | Uzbekistan                                                            | 1 – 2                                                                 | Canada                                                                | Amichevole                                                            | -                                                                     |                                                                       |
| 6-10-2016                                                             | Marrakech                                                             | Mauritania                                                            | 0 – 4                                                                 | Canada                                                                | Amichevole                                                            | -                                                                     | 81’                                                                   |
| 11-11-2016                                                            | Cheonan                                                               | Corea del Sud                                                         | 2 – 0                                                                 | Canada                                                                | Amichevole                                                            | -                                                                     | 62’                                                                   |
| Totale                                                                |                                                                       | Presenze                                                              | 18                                                                    |                                                                       | Reti                                                                  | 0                                                                     |                                                                       |

## Palmarès

### Competizioni nazionali
- Canadian Championship: 2

Montréal Impact: 2013, 2014
- MLS Supporters' Shield: 1

New York Red Bulls: 2015
- Campionato NASL II: 1

San Francisco Deltas: 2017